# Crocoideae
Sous-famille
Crocoideae est une des 7 sous-familles qui composent la famille des iridacées (Iridaceae). Cette sous-famille comprend un peu plus de 1 200 espèces (plus de la moitié des espèces des Iridaceae) qui présentent des caractères dérivés au niveau de leur anatomie foliaire, de l'exine de leur pollen, de leurs flavonoïdes et de leurs inflorescences.
Les genres de cette sous-famille sont principalement d'Afrique du Sud, notamment les genres les plus connus de la famille comme  Ixia, Gladiolus, Crocus, Freesia et Watsonia. Les genres Oenostachys, Homoglossum, Anomalesia et Acidanthera, traditionnellement envisagés comme des genres indépendants, ont été rattachés à Gladiolus.
Les espèces de cette sous-famille  présentent typiquement des tépale unis formant un tube, leurs fleurs ont une symétrie bilatérale (moins fréquemment radiale), leurs styles ne sont pas pétaloïdes et leur organe souterrain de réserve est un corme (plus rarement un rhizome).

## Tribus et genres
Cette sous-famille contient 4 tribus avec les genres suivants,,:
- Tribu Ixieae
  - sous-tribu Crocineae
    - Genres : Afrocrocus - Crocus - Romulea - Syringodea

  - sous-tribu Freesiinae
    - genres : Crocosmia - Devia - Freesia - Xenoscapa

  - sous-tribu Gladiolinea
    - genre Gladiolus

  - sous-tribu Hesperanthinae
    - genres : Geissorhiza - Hesperantha

  - sous-tribu Melasphaerulinae
    - genre Melasphaerula

  - sous-tribu Tritoniinae
    - genres : Babiana - Chasmanthe - Dierama - Duthiastrum - Ixia - Sparaxis - Tritonia

  - sous-tribu Radinosiphoninae
    - genre Radinosiphon

- Tribu Tritoniopsideae
  - Genre  Tritoniopsis

- Tribu Watsonieae
  - Genres : Afrosolen - Codonorhiza - Cyanixia - Lapeirousia - Micranthus - Pillansia - Savannosiphon - Schizorhiza - Thereianthus - Watsonia - Zygotritonia